# Diporula coronula
Diporula coronula är en mossdjursart som beskrevs av Ortmann 1890. Diporula coronula ingår i släktet Diporula och familjen Microporellidae. Inga underarter finns listade i Catalogue of Life.